# Атанас Хранов (кмет)
Вижте пояснителната страница за други личности с името Атанас Хранов.
Атанас Андонов Хранов е български учител, политик и обществен деец.

## Биография
Роден е през 1854 година в град Кюстендил, син на дългогодишния местен учител и свещеник хаджи поп Андон Ранов. След завършване на Кюстендилското класно училище продължава образованието си в духовна семинария в Киев. Още преди Освобождението се връща в България и е назначен за учител в Кюстендил. За кратко учителства и в Кратово (Македония), а след Освобождението – в софийската гимназия и военното училище.
След Освобождението (1878) е вторият председател на Градския съвет (кмет) на Кюстендил (1 януари 1879 – 31 май 1879). В това качество през февруари 1879 г. участва в Учредителното събрание в Търново за изработване на Конституцията на Княжеството. По партийна принадлежност е либерал, а след 1894 г. – член на Демократическата партия на Петко Каравелов. Окръжен управител на Трън (1879) и на Софийски окръг (1885 – 1886), помощник кмет в София през 1884 и 1885 г., пръв началник на Пенсионното отделение в Министерството на финансите. Народен представител в І и ІІ обикновени народни събрания от Търновски окръг, и в IV – от Софийски окръг.>
Хранов е кмет на София от 1 април до 31 юли 1908 година.
Синът му, Димитър, през Първата световна война загива на фронта като офицер, в Четиридесет и първи пехотен полк.

## Памет
На Атанас Хранов е наречена улица в квартал „Илинден“ в София (Карта).